# بهمن تیموری
بهمن تیموری (زادهٔ ۱۳ فروردین ۱۳۷۳) کشتی‌گیر آزادکار کرمانشاهی تیم ملی ایران است. 
از افتخارات این کشتی گیر می توان به کسب مدال طلا مسابقات قهرمانی کشتی آسیا ۲۰۱۹ ، مدال نقره مسابقات قهرمانی کشتی آسیا ۲۰۱۷، مدال طلا ارتش‌های جهان ۲۰۲۱ تهران و  مدال نقره ارتش‌های جهان ۲۰۱۸ مسکو اشاره کرد.
در سیزدهمین روز از فروردین سال ۷۳ در شهر کرمانشاه دیده به جهان گشود. کشتی را از رده نونهالان آغاز کرد و خیلی زود با کسب مقام سوم مدارس ایران خود را به کشتی کشور معرفی کرد. وی از سال ۹۵ در تهران سکونت دارد و زیر نظر صادق گودرزی تمرینات خود را دنبال میکند. تیموری در خلال فینال رقابت های جام تختی سال ۹۷ موفق به شکست دادن جبرئیل حسنوف قهرمان آذربایجانی جهان و المپیک شد. قهرمانی نوجوانان، جوانان و بزرگسالان ایران و همچنین چند دوره قهرمانی جام جهان پهلوان تختی از دیگر عناوین این ورزشکار کشورمان است .

## فعالیت حرفه‌ای ورزشی

### قهرمانی آسیا ۲۰۱۷
بهمن تیموری در اولین رقابت خود مقابل حریفی از قرقیزستان قرار گرفت و با وجود اینکه در پایان مسابقه به تساوی ۵ بر ۵ دست یافته بود به دلیل کسب امتیاز درشت از سوی حریف بازنده اعلام شد. وی سپس در برابر حریفی از کره جنوبی قرار گرفت و با پیروزی ۱۲ بر ۲ روانه دیدار رده بندی شد. تیموری برای کسب مدال برنز به مصاف سوباسا آسایی از ژاپن رفت و با نتیجه ۱۰ بر صفر از سد این کشتی گیر گذشت و مدال برنز این رقابت ها را به دست آورد.

### قهرمانی آسیا ۲۰۱۹
در وزن ۷۹ کیلوگرم بهمن تیموری پس از استراحت در دور اول، در دور دوم با نتیجه ۱۱ بر ۴ اویبک نصیراف از قرقیزستان را مغلوب کرد و به مرحله نیمه نهایی راه یافت. وی در این مرحله زوپینگ لین از چین را با نتیجه ۱۲ بر ۲ و ضربه فنی مغلوب کرد و به دیدار فینال راه یافت. تیموری در دیدار پایانی با نتیجه ۳ بر صفر از سد پراوین رانا از هند گذشت و به مدال طلا دست یافت.

### قهرمانی جهان ۲۰۱۹
بهمن تیموری پس از استراحت در دور اول در دور دوم مقابل رشید قربانف دارندۀ مدال برنز جهان از ازبکستان با نتیجه ۱۳ بر ۱۰ شکست خورد و تیموری با توجه به مغلوب شدن این کشتی‌گیر در مرحلۀ نیمه‌نهایی حذف شد.